# Ingimundur Þorsteinsson
Ingimundur gamli Þorsteinsson (Thorsteinsson, apodado el Viejo, 850 – 935) fue un explorador y caudillo vikingo originario de Romsdal, Noruega. Era hijo de Torstein herse Kjetilsson y luchó junto a Harald I de Noruega en la batalla de Hafrsfjord, y fue uno de los primeros colonos conocidos en Skagafjörður.
Ingimundur y su descendencia son los protagonistas principales de la saga Vatnsdœla. Fue uno de los primeros colonos en Hóf, Vatnsdalur en Islandia y el primer goði del clan familiar de los Vatnsdælir.
Según la saga Vatnsdœla, Ingimundur participó en las campañas vikingas a Inglaterra, junto con su amigo Sæmundur suðureyski. A su regreso el rey Harald le propuso combatir a su lado en la batalla de Hafrsfjord, propuesta que aceptó pero Sæmundr no. Tras el triunfo, el rey le propuso en matrimonio con la hija de Tore Teiande, Vigdís Þórisdóttir. Marchó a Islandia por recomendación del rey tras una adivinación y fundó su hacienda en Hóf. En una ocasión encontró dos cachorros de oso polar y decidió llevarlos a Noruega para regalarlos al rey, pues nunca los habían visto en aquellas tierras.
Sæmundur también viajó a Islandia y fundó un asentamiento en Sæmundarhlíð, plaza que lleva su nombre. El sobrino de Sæmundur, Hrólleifur Arnaldsson, era un muchacho conflictivo, tuvo un enfrentamiento con un hijo de Höfða-Þórður Bjarnason y lo mató, siendo declarado culpable. Sæmundr envió a su sobrino con Ingimundur, y no tardaría en buscar problemas con uno de sus hijos con burlas sobre su padre, que era demasiado viejo y ciego; finalmente tuvieron un grave altercado y Hrolleifur le atravesó con una lanza, muriendo poco más tarde. Los hijos de Ingimundur lo encontraron muerto sentado en su casa y persiguieron a Hrolleifur hasta matarle en venganza.
Ingimundur también aparece en la saga de Grettir, y la saga de Finnboga ramma.

## Herencia
De su relación con Vigdís Þórisdóttir (n. 885), 
tuvo cinco hijos:
- Þorsteinn Ingimundarson se quedó en Hóf;
- Jökull Ingimundarson fundó su hacienda en Jökulsstaðir que lleva su nombre;
- Þórir (n. 910) tuvo su propio goðorð bajo las montañas;
- Högni (n. 908) se dedicó a navegar:
- Smiður (n. 895) se quedó en el centro del valle.

Y dos hijas:
- Þórdís (n. 906) casó con el vikingo noruego Hallórmur y de esa unión nació Þorgrímur Hallórmsson;
- Jórunn (n. 916) que se casó con Ásgeir Auðunsson.